# Antarctomyces
Antarctomyces — рід грибів родини Thelebolaceae. Назва вперше опублікована 2001 року.

## Класифікація
До роду Antarctomyces відносять 3 види:
- Antarctomyces pellizariae
- Antarctomyces psychotrophicus
- Antarctomyces psychrotrophicus